# Medalla al servicio público (Australia)
La Medalla al Servicio Público (PSM) es una condecoración civil otorgada a los servidores públicos australianos (en todos los niveles) por su servicio sobresaliente. El PSM se introdujo en 1989 y reemplazó a los premios Imperiales descontinuados en 1975, complementando la Orden de Australia introducida ese mismo año. Los destinatarios de la Medalla por Servicio Público tienen derecho a utilizar las letras postnominales "PSM".
La medalla es otorgada dos veces al año por el Gobernador General de Australia, a propuesta del ministro responsable en cada estado o territorio, y a nivel federal.  El número total de adjudicaciones otorgadas cada año no deberá exceder de 100, desglosadas además en un cupo por cada servicio público gubernamental.

## Descripción
- La Medalla de Servicio Público es una medalla circular de alpaca con una estrella de la Federación. El anverso muestra un círculo interior con cuatro engranajes planetarios espaciados igualmente alrededor de un engranaje solar. Está rodeado por las palabras "Servicio público". Un círculo exterior muestra 36 figuras humanas que simbolizan una variedad de ocupaciones y actividades.
- El reverso muestra una corona de mimosa rodeando la inscripción "Por un servicio excepcional".
- La cinta de 32 milímetros de ancho presenta los colores nacionales verde y dorado en un patrón de rayas verticales.